# Železniční trať Veles–Gevgelija

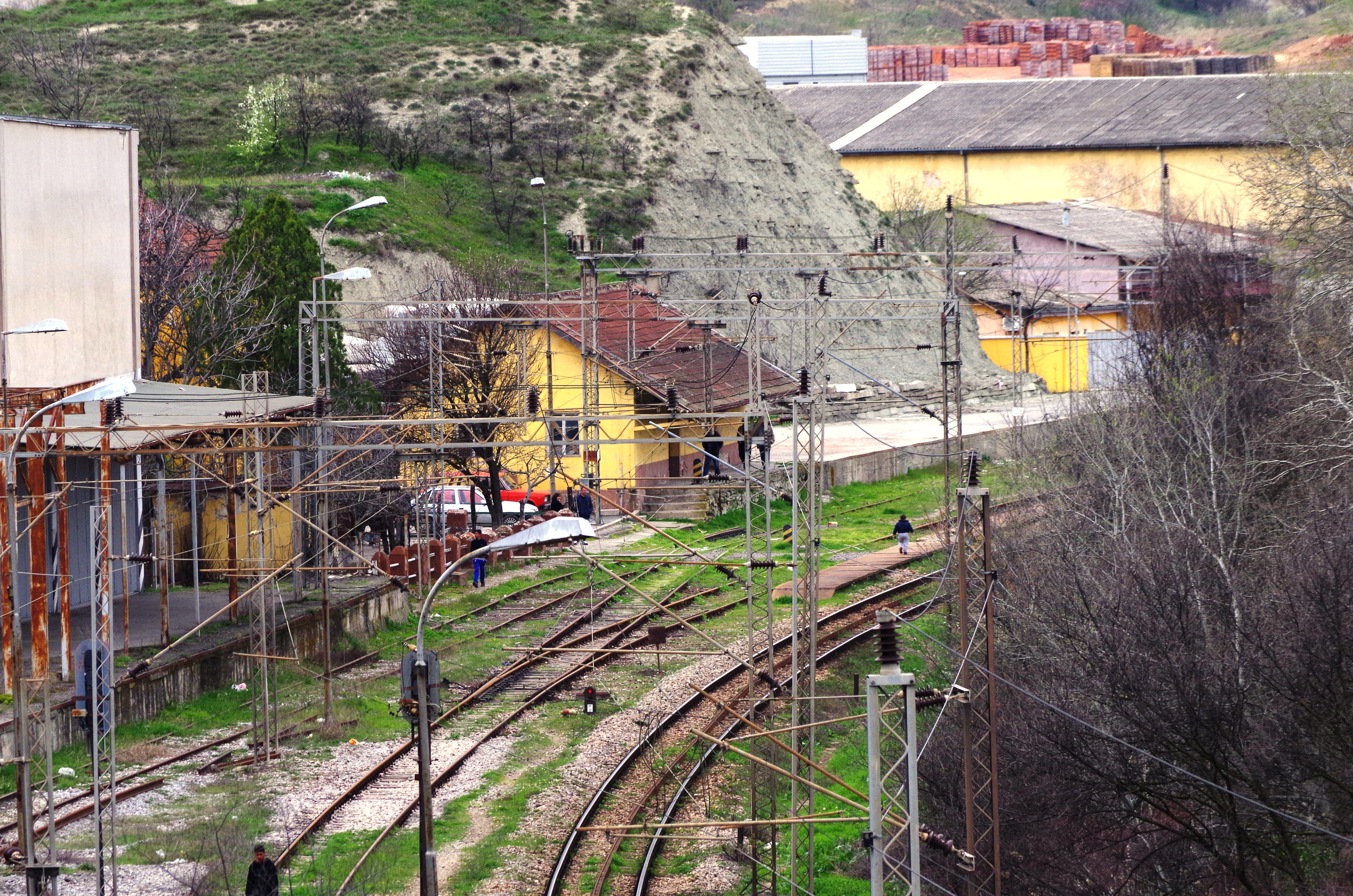
Železniční stanice Negotino-Vardar (Неготино-Вардар) v blízkosti města Negotino.

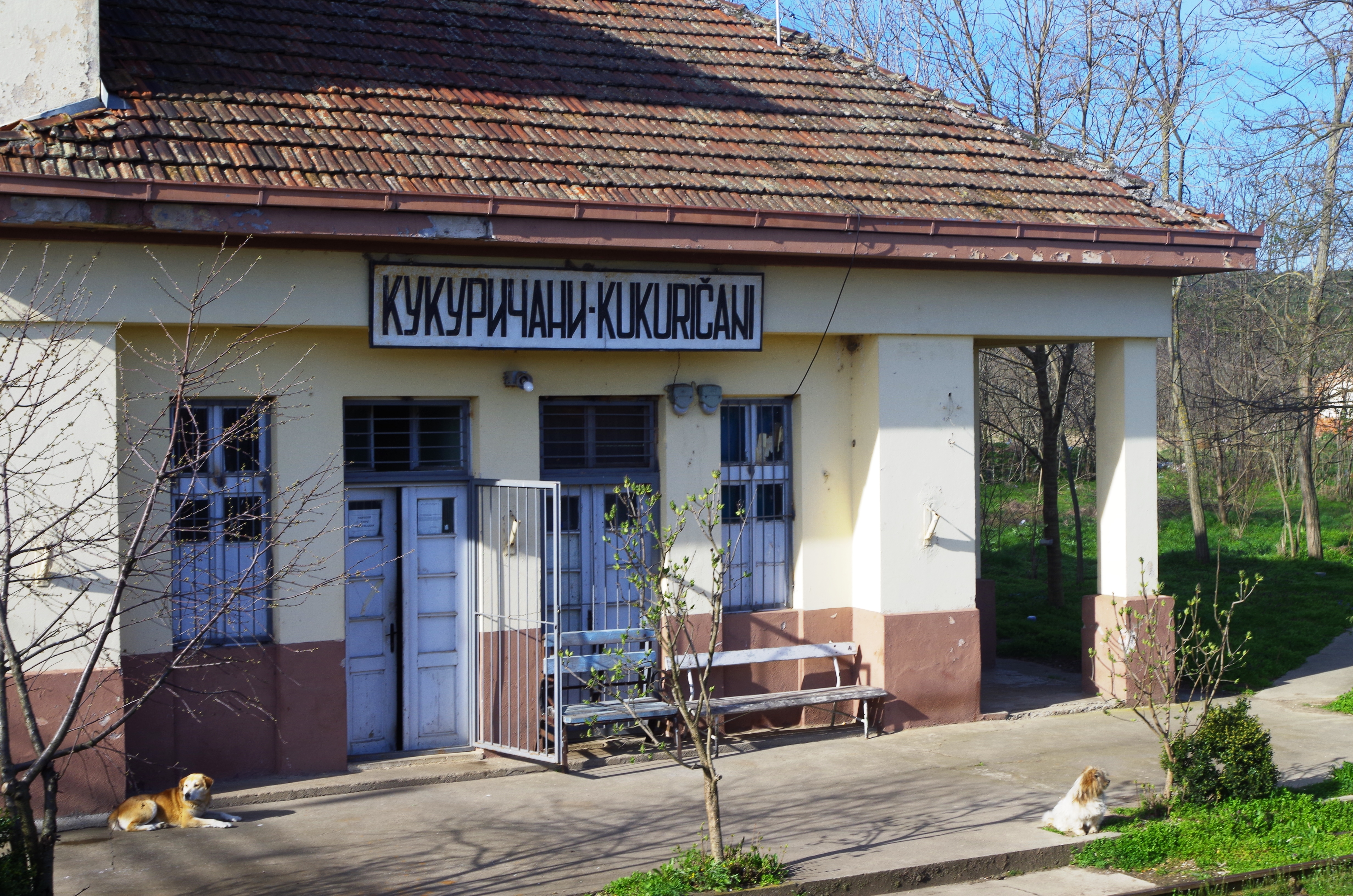
Stanice Kukuričani

Železniční trať Veles–Gevgelija (makedonsky Железничка пруга Велес - Гевгелија) je jedním z hlavních železničních tahů v Severní Makedonii. Dlouhá je 113,9 km a celou svojí trasu vede v údolí řeky Vardaru. Je elektrizovaná.

## Historie
Trať byla budována v 70. letech 19. století jako součást významnějšího železničního tahu z Bělehradu do Soluně jako první trať na území dnešní Severní Makedonie. Investorem byla francouzská společnost Société Générale pour l'Exploitation des Chemins de Fer Orientaux. Výstavba úseku trati, vedoucí přes města Veles a Gevgelija, byla slavnostně zahájena v únoru 1871. Celý byl dokončen v roce 1873.
V roce 1912 byla po první balkánské válce vytyčena nová hranice mezi Srbskem a Řeckem mezi městy Gevgelija a Idoumeni. Od té doby se Gevgelija stala nejjižnější stanicí této tratě, nejprve na srbském, později na jugoslávském a nakonec na makedonském území. Po druhé světové válce byla trať elektrizována a v současné době slouží pro mezinárodní osobní i nákladní dopravu (z Severní Makedonie do Řecka).
Trať se stala jedním z dějišť evropské migrační krize v letech 2014 a 2015. Několikrát byla blokována uprchlíky, docházelo zde k častým dopravním nehodám se smrtelnými následky. V blízkosti tratě na Severomakedonsko-řecké hranici byl nakonec zbudován pohraniční plot.

## Stanice
- Veles
- Zgropolci
- Nogajevci
- Gradsko
- Stobi
- Kukurečani
- Crveni Bregovi
- Krivolak
- Negotino
- Dubrovo
- Demir Kapija
- Klisura
- Miravci
- Miletkovo
- Smokvica Nova
- Smokvica
- Prdejci
- Gevgelija (nádraží).